# 塔尔塔斯
塔尔塔斯（法語：Tartas，法語發音：[taʁtas]）是法国朗德省的一个市镇，位于该省中南部，属于达克斯区。

## 历史
2014年1月30日，当地曾发生洪涝灾害。

## 地理
塔尔塔斯（43°49'57"N, 0°48'31"W）面积30.37 平方千米，位于法国新阿基坦大区朗德省，该省份为法国西南部沿海省份，是法國本土面积第二大的省，北起吉倫特省，西临大西洋，南至大西洋比利牛斯省，东临热尔省，东北与洛特-加龍省接壤。米杜兹河流经中心城区。
与塔尔塔斯接壤的市镇（或旧市镇、城区）包括：欧东、贝加尔、卡尔卡雷斯-圣克鲁瓦、卡尔桑-蓬松、古茨、梅扬、苏普罗斯。
塔尔塔斯的时区为UTC+01:00、UTC+02:00（夏令时）。

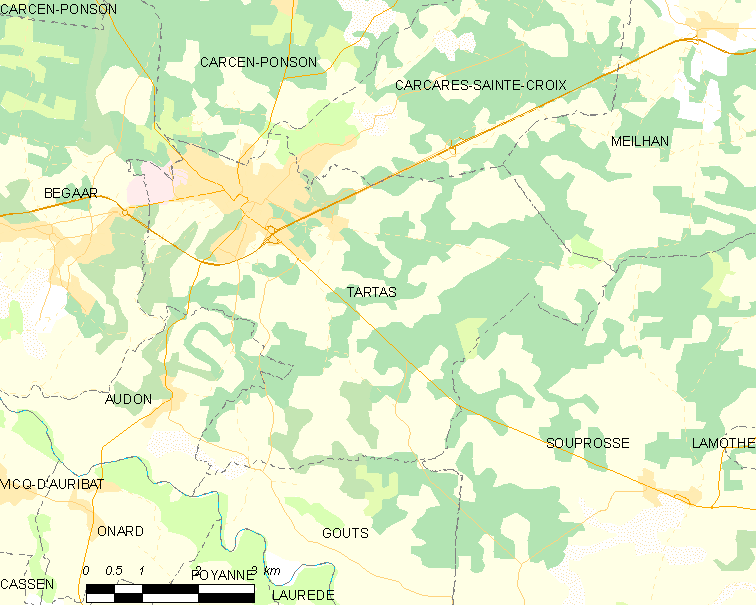
塔尔塔斯的OSM定位图

## 行政
塔尔塔斯的邮政编码为40400，INSEE市镇编码为40313。

## 政治
塔尔塔斯所属的省级选区为莫尔桑克斯-塔尔塔斯地区县。

## 交通
朗德省省道D7线、D18线、D824线和D924线在境内交汇。朗德省城际客运巴士01线经过境内。

## 人口

1962-2008年间塔尔塔斯人口变化图示

塔尔塔斯于2022年1月1日时的人口数量为3174人。